# Ethnien in Tadschikistan
In Tadschikistan leben neben dem Mehrheitsvolk der Tadschiken noch einige andere Ethnien.

## Iranische Völker
Tadschiken, die sunnitischen Perser Zentralasiens, machen 84,3 % der Bevölkerung aus und sprechen, anders als in Afghanistan, Tadschikisch, eine kyrillisch geschriebene Variante des Persischen. Da viele andere Völker nach dem Zerfall der Sowjetunion ausgewandert und Tadschiken aus den Nachbarländern kamen, ist ihr Bevölkerungsanteil seit 1989 stetig gestiegen. Daneben leben noch einige andere kleine ostiranische Völker wie die Schughni, Jagnoben oder Jazgulami in Tadschikistan. Aufgrund der geringen Förderung dieser Kulturen und Sprachen sind viele dieser kleinen Völker vor dem Aussterben bedroht. Ein Bruchteil der Bevölkerung machen Flüchtlinge aus Afghanistan aus.

## Turkvölker
Die größte turksprachige Ethnie in Tadschikistan machen die Usbeken mit fast 12 % aus. Viele Usbeken sind seit dem Fall der Sowjetunion und dem anschließenden Bürgerkrieg nach Usbekistan ausgewandert, gleiches gilt für andere Turkvölker wie Kirgisen, Kasachen, Tataren und Turkmenen, die nur noch einen Bruchteil der Bevölkerung ausmachen.

## Andere Völker
Ebenfalls eine bedeutende Minderheit machen die Russen aus, die sich in der Zeit der Sowjetunion in Tadschikistan niedergelassen haben. Genau wie die Turkvölker sind auch viele Russen nach dem Zerfall der Sowjetunion ausgewandert, vor allem nach Russland. Lebten 1989 noch fast 400.000 Russen in Tadschikistan, so waren es 2005 noch knapp 140.000 und 2019 nur noch 26.000. Über 90 % der Juden, meist Bucharische oder Aschkenasische Juden, sind seit 1989 aus Tadschikistan ausgewandert, meist nach Israel oder Europa. Nun leben unter 1000 Juden in Tadschikistan.

### Deutsche Minderheit
In Tadschikistan lebt auch heute noch eine kleine Minderheit von Deutschen, meist Wolgadeutschen. Ihre Zahl ist jedoch stark zurückgegangen, insbesondere nach dem Zerfall der Sowjetunion. Die meisten sind nach Deutschland ausgewandert.
Heute gehören deutschstämmige Menschen zur ärmsten Bevölkerungsschicht in Tadschikistan. Sie leben inzwischen weniger in eigenen Dörfern (z. B. Thälmann, nach Ernst Thälmann) in der Provinz Chatlon, die meisten leben in der Hauptstadt Duschanbe. Ehemalige deutsche Siedlungen wie die in den 1940er Jahren von Deutschen in der Provinz Sughd gegründete Stadt Taboschar werden heute von Tadschiken bewohnt. Die deutsch-tadschikische Stiftung „Wiedergeburt“ hat den Erhalt von deutschen Gotteshäusern und Friedhöfen zum Ziel. Vor einigen Jahren veranstaltete die deutsche Botschaft in Duschanbe eine Weihnachtsfeier für die deutschstämmige Bevölkerung.
Die Hinterlassenschaft der Deutschen in Tadschikistan will nun die tadschikische Stiftung „Sawob“ erhalten. Dazu braucht sie die finanzielle Unterstützung der deutschen Bundesregierung.

## Tabelle
Die folgenden Zahlen beruhen sich auf Schätzungen der Universität Québec.
| Ethnie        | Anzahl (2019) | Bevölkerungsanteil | Sprache                      | Sprachfamilie                                | Religion                      |
| Tadschiken    | 7.797.000     | 84,3 %             | Tadschikisch                 | Iranische Sprachen                           | Sunnitischer Islam (meistens) |
| Usbeken       | 1.097.000     | 11,8 %             | Usbekisch                    | Turksprachen                                 | Sunnitischer Islam            |
| Kirgisen      | 68.000        | 0,73 %             | Kirgisisch                   | Turksprachen                                 | Sunnitischer Islam            |
| Shughni       | 38.000        | 0,4 %              | Shughni                      | Iranische Sprachen                           | Sunnitischer Islam            |
| Jaghnoben     | 28.000        | 0,3 %              | Jagnobisch                   | Iranische Sprachen                           | Sunnitischer Islam            |
| Russen        | 26.000        | 0,2 %              | Russisch                     | Slawische Sprachen                           | Orthodoxes Christentum        |
| Wachi         | 19.000        | 0,2 %              | Wachi                        | Iranische Sprachen                           | Sunnitischer Islam            |
| Turkmenen     | 18.000        | 0,2 %              | Turkmenisch                  | Turksprachen                                 | Sunnitischer Islam            |
| Yazgulami     | 11.000        | 0,1 %              | Jasgulami                    | Iranische Sprachen                           | Sunnitischer Islam            |
| Kataghan      | 8.900         | 0,0 %              | Usbekisch                    | Turksprachen                                 | Sunnitischer Islam            |
| Tataren       | 7.600         | 0,0 %              | Tatarisch                    | Turksprachen                                 | Sunnitischer Islam            |
| Araber        | 6.200         | 0,0 %              | Arabisch                     | Semitische Sprachen                          | Sunnitischer Islam            |
| Paschtunen    | 4.700         | 0,0 %              | Paschtu                      | Iranische Sprachen                           | Sunnitischer Islam            |
| Jughi         | 4.500         | 0,0 %              | Usbekisch                    | Turksprachen                                 | Sunnitischer Islam            |
| Parya         | 4.400         | 0,0 %              | Parya                        | Indoarische Sprachen                         | Sunnitischer Islam            |
| Roma          | 3.000         | 0,0 %              | Domari, Romani oder Russisch | Indoarische Sprachen oder Slawische Sprachen | Sunnitischer Islam            |
| Parsen        | 2.600         | 0,0 %              | Persisch (Farsi)             | Iranische Sprachen                           | Parsismus                     |
| Sanglechi     | 1.900         | 0,0 %              | Sanglechi                    | Iranische Sprachen                           | Schiitischer Islam            |
| Kurden        | 1.700         | 0,0 %              | Kurdisch                     | Iranische Sprachen                           | Sunnitischer Islam            |
| Hazara        | 1.600         | 0,0 %              | Hazaragi (Persisch)          | Iranische Sprachen                           | Schiitischer Islam            |
| Ischkaschimi  | 1.600         | 0,0 %              | Ischkaschimi                 | Iranische Sprachen                           | Schiitischer Islam            |
| Ukrainer      | 1.300         | 0,0 %              | Ukrainisch                   | Slawische Sprachen                           | Orthodoxes Christentum        |
| Aimaken       | 1.000         | 0,0 %              | Aimak (Persisch)             | Iranische Sprachen                           | Sunnitischer Islam            |
| Han-Chinesen  | 900           | 0,0 %              | Mandarin (Chinesisch)        | Sinotibetische Sprachen                      | -                             |
| Kasachen      | 800           | 0,0 %              | Kasachisch                   | Turksprachen                                 | Sunnitischer Islam            |
| Koreaner      | 700           | 0,0 %              | Koreanisch                   | Koreanische Sprachen (isoliert)              | - (meistens)                  |
| Perser        | 600           | 0,0 %              | Persisch                     | Iranische Sprachen                           | Schiitischer Islam            |
| Andere        | 90.000        | 0,9 %              | diverse                      | diverse                                      | diverse                       |
| Gesamt (2019) | 9.246.100     | 100 %              |                              |                                              |                               |